# Dysphania conspicua
Dysphania conspicua là một loài bướm đêm trong họ Geometridae.